# Malechówko
Malechówko (Duits: Neu Malchow) is een plaats in het Poolse district  Sławieński, woiwodschap West-Pommeren. De plaats maakt deel uit van de gemeente Malechowo en telt 180 inwoners.